# Лаври (Печорський район)
Лаври (рос. Лавры) — присілок в Печорському районі Псковської області Російської Федерації.
Населення становить 1008 осіб. Входить до складу муніципального утворення Лавровська волость.

## Історія
Від 2015 року входить до складу муніципального утворення Лавровська волость.

## Населення
| 2001 | 2002 | 2010  |
| ---- | ---- | ----- |
| 1033 | ↘888 | ↗1008 |